# Windham (Vermont)
Windham város az USA Vermont államában, Windham megyében. Lakosainak száma 449 fő (2020. április 1.).

## Népesség
A település népességének változása:

| 2010 | 419 |
| 2020 | 449 |